# Pavillón do Gatañal
El Pavillón do Gatañal és un pavelló poliesportiu situat a la parròquia de Darbo, al municipi de Cangas, a la província de Pontevedra. En ell hi juga els seus partits com a local el Club Balonmano Cangas.
Les instal·lacions es van construir el 1993 principalment per a la pràctica d'handbol. Té capacitat per a uns 2.500 espectadors asseguts, arribant als 3.000 comptant les places dempeus. El pavelló té gimnàs, sala de premsa i les instal·lacions dels clubs locals.